# Somatogyrus currierianus
Somatogyrus currierianus е вид коремоного от семейство Hydrobiidae. Видът е критично застрашен от изчезване.